# 倪瑗
倪瑗（1504年—？），字公引，陝西西安府咸寧縣民籍，直隸蘇州府長洲縣人，明朝政治人物。

## 生平
嘉靖十三年（1534年）甲午科陝西鄉試第五十六名舉人，十七年（1538年）戊戌科三甲第一百三十二名進士。官知縣。

## 家族
曾祖倪曙；祖父倪顒；父倪通，封給事中。嫡母劉氏（封孺人）；生母劉氏。慈侍下。兄倪璣（山西按察司僉事）、倪環、倪玳、倪瑤、倪珮，弟倪璜。